# ササラック・ハイプラコーン
ササラック・ハイプラコーン（タイ語: ศศลักษณ์ ไหประโคน、1993年8月13日 - ）は、タイ王国・ブリーラム県出身のタイ代表サッカー選手。タイ・リーグ1・ブリーラム・ユナイテッドFC所属。ポジションはDF（サイドバック）、MF（ウイングバック、ウイング）。
Kリーグ時代の登録名はササラック（ハングル: 사살락）。

## 来歴

### クラブ
バンコク・ユナイテッドFCでプロデビュー。2017年3月にジャキット・ワクピロムとともにFC東京の練習に参加。同年夏にブリーラム・ユナイテッドFCに移籍してレギュラーポジションを獲得。
2021年5月27日、ブリーラム・ユナイテッドFCはササラックが6ヶ月の期限付き移籍で全北現代モータースに加入する旨を発表した。これによりピヤポン・ピウオン以来35年ぶりにKリーグでプレーするタイ人選手となる。また、Kリーグに2020年から新設されたASEAN登録枠が適用される選手としては安山グリナースFCのアスナウィ・マンクアラムに次いで2人目、Kリーグ1では初の選手となる。

### 代表
2018年6月、中国との国際親善試合に途中出場してA代表デビューを果たした。